# Saint-Laurent-de-Jourdes
Pour les articles homonymes, voir Saint-Laurent.
Saint-Laurent-de-Jourdes est une commune du Centre-Ouest de la France, située dans le département de la Vienne (région Nouvelle-Aquitaine).

## Géographie

### Géologie et relief
La région de saint-Laurent-de-Jourdes  présente un paysage de plaines vallonnées plus ou moins boisées. Le terroir se compose sur les plateaux du seuil du Poitou :
- 3 % de Terres Fortes,
- pour 22 % de bornais : ce sont des sols brun clair sur limons, profonds et humides, à tendance siliceuse,
- pour 17 % d'argile à silex peu profonde,
- pour 7 % de Terres de Brandes.

La lande est, ici, de type atlantique : elle est souvent dominée par la Bruyère arborescente et l’Ajonc d’Europe qui constituent un couvert difficilement pénétrable pouvant atteindre 3 m de hauteur. Dans ce cas, la lande prend le nom régional de « brandes ». C’est un espace issu de la dégradation et de l’exploitation intensive de la forêt originelle. La lande couvrait jusqu’à la fin du XIXe siècle plusieurs dizaines de milliers d’hectares (90 000 hectares pour le département de la Vienne vers 1877). Cette terre a été largement mise en culture à la suite de défrichements ou boisée avec du pin maritime. Il s’agit maintenant d’espaces marginaux et menacés car considérés comme « improductifs ». Pourtant, la lande joue un rôle majeur pour une biodiversité qui s’est adaptée et a survécu en leur sein et il s’agit également d’un espace refuge pour de nombreuses espèces de mammifères.
En 2006, 61,7 % de la superficie de la commune était occupée par l'agriculture et 38,3 % par des forêts et des milieux semi-naturels. La présence de milieux naturels et semi-naturels riches et diversifiés sur le territoire communal permet d’offrir des conditions favorables à l’accueil de nombreuses espèces pour l'accomplissement de leur cycle vital (reproduction, alimentation, déplacement, refuge). Forêts, landes, prairies et pelouses, cours d’eau et zones humides… constituent ainsi des cœurs de biodiversité et/ou de véritables corridors biologiques.

### Communes limitrophes
| Vernon                   | Dienné                   | Verrières |
| Saint-Maurice-la-Clouère | Saint-Laurent-de-Jourdes |           |
| Brion                    |                          | Bouresse  |

### Climat
Pour des articles plus généraux, voir Climat de la Nouvelle-Aquitaine et Climat de la Vienne.
Historiquement, la commune est exposée à un climat océanique du nord-ouest.  
En 2020, Météo-France publie une typologie des climats de la France métropolitaine dans laquelle la commune est exposée à un climat océanique altéré et est dans la région climatique  Poitou-Charentes, caractérisée par un bon ensoleillement, particulièrement en été et des vents modérés.
Pour la période 1971-2000, la température annuelle moyenne est de 11,8 °C, avec une amplitude thermique annuelle de 14,5 °C. Le cumul annuel moyen de précipitations est de 779 mm, avec 11,1 jours de précipitations en janvier et 6,7 jours en juillet. Pour la période 1991-2020, la température moyenne annuelle observée sur la station météorologique la plus proche, située sur la commune de La Ferrière-Airoux à 14,01 km à vol d'oiseau, est de 12,4 °C et le cumul annuel moyen de précipitations est de 762,1 mm,. Pour l'avenir, les paramètres climatiques de la commune estimés pour 2050 selon différents scénarios d’émission de gaz à effet de serre sont consultables sur un site dédié publié par Météo-France en novembre 2022.

## Urbanisme

### Typologie
Au 1er janvier 2024, Saint-Laurent-de-Jourdes est catégorisée commune rurale à habitat très dispersé, selon la nouvelle grille communale de densité à sept niveaux définie par l'Insee en 2022.
Elle est située hors unité urbaine. Par ailleurs la commune fait partie de l'aire d'attraction de Poitiers, dont elle est une commune de la couronne,. Cette aire, qui regroupe 97 communes, est catégorisée dans les aires de 200 000 à moins de 700 000 habitants,.

### Occupation des sols
L'occupation des sols de la commune, telle qu'elle ressort de la base de données européenne d’occupation biophysique des sols Corine Land Cover (CLC), est marquée par l'importance des territoires agricoles (61,5 % en 2018), une proportion identique à celle de 1990 (61,5 %). La répartition détaillée en 2018 est la suivante : 
forêts (34,3 %), zones agricoles hétérogènes (32,7 %), terres arables (28,8 %), milieux à végétation arbustive et/ou herbacée (4,2 %). L'évolution de l’occupation des sols de la commune et de ses infrastructures peut être observée sur les différentes représentations cartographiques du territoire : la carte de Cassini (XVIIIe siècle), la carte d'état-major (1820-1866) et les cartes ou photos aériennes de l'IGN pour la période actuelle (1950 à aujourd'hui).

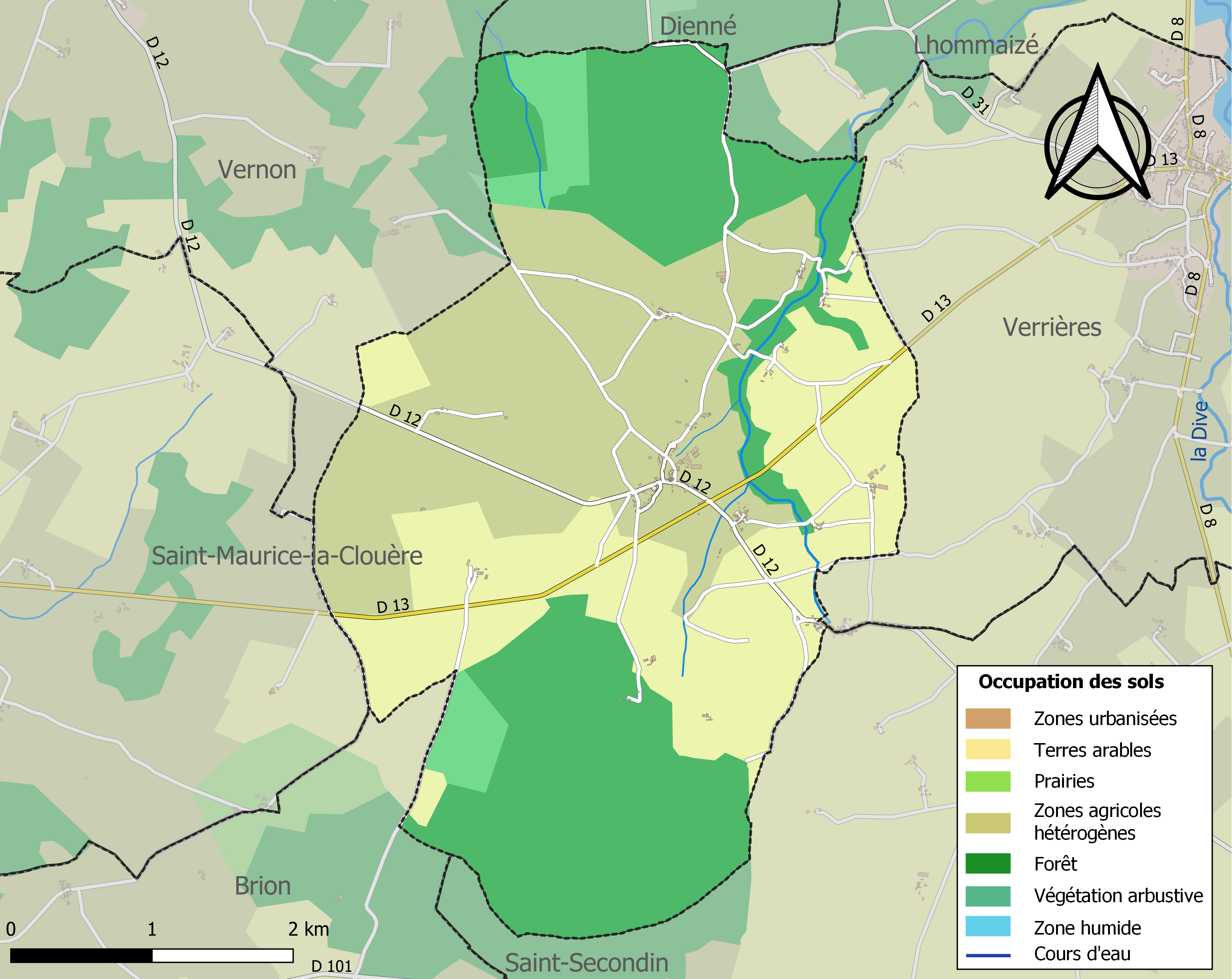
Carte des infrastructures et de l'occupation des sols de la commune en 2018 (CLC).

### Risques majeurs
Le territoire de la commune de Saint-Laurent-de-Jourdes est vulnérable à différents aléas naturels : météorologiques (tempête, orage, neige, grand froid, canicule ou sécheresse), feux de forêts, mouvements de terrains et séisme (sismicité faible). Il est également exposé à deux risques technologiques,  le transport de matières dangereuses et le risque nucléaire. Un site publié par le BRGM permet d'évaluer simplement et rapidement les risques d'un bien localisé soit par son adresse soit par le numéro de sa parcelle.

#### Risques naturels
Saint-Laurent-de-Jourdes est exposée au risque de feu de forêt. En 2014, le deuxième plan départemental de protection des forêts contre les incendies (PDPFCI) a été adopté pour la période 2015-2024. Les obligations légales de débroussaillement dans le département sont définies dans un arrêté préfectoral du 29 mai 2015,, celles relatives à l'emploi du feu et au brûlage des déchets verts le sont dans un arrêté permanent du 24 mai 2015,.

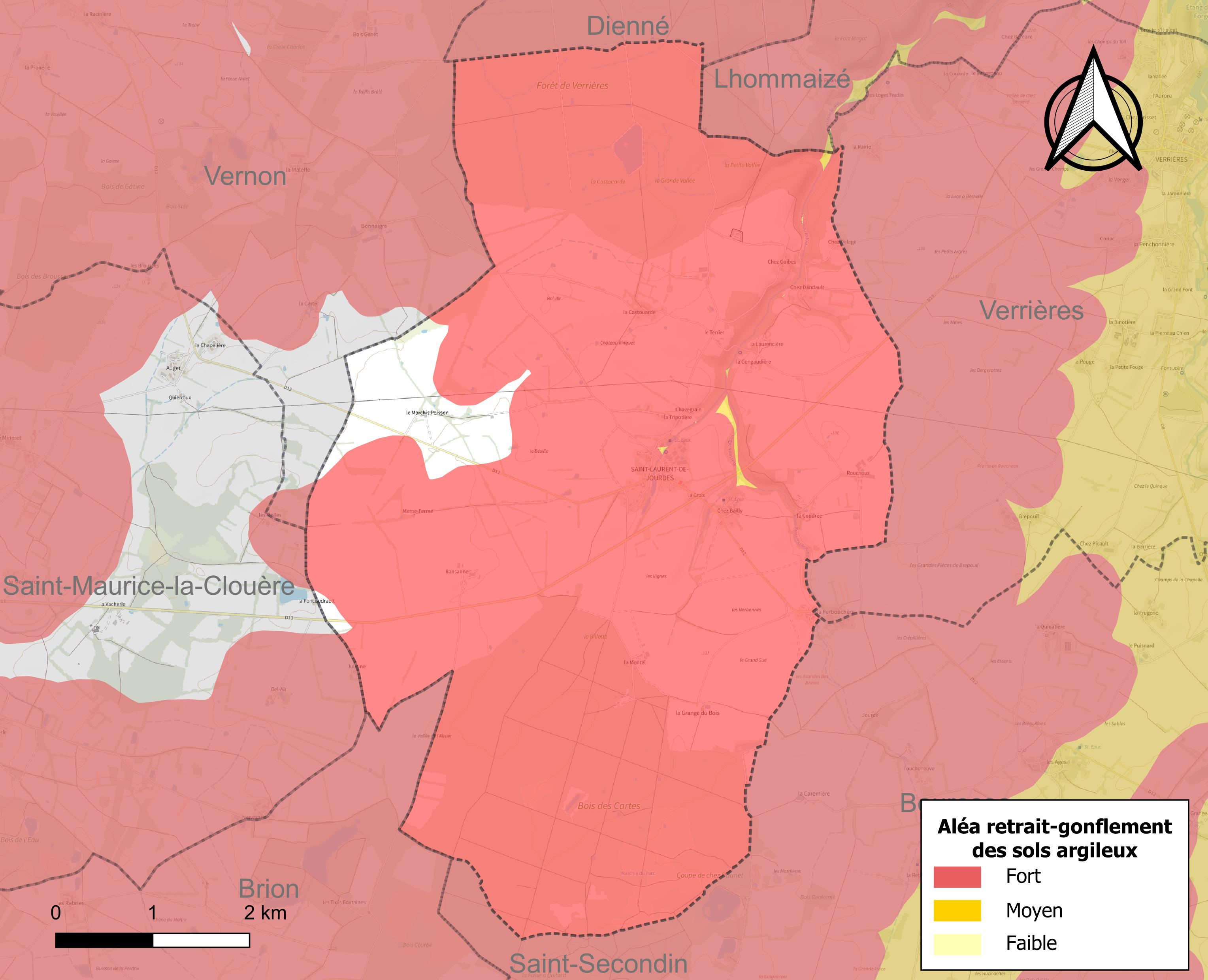
Carte des zones d'aléa retrait-gonflement des sols argileux de Saint-Laurent-de-Jourdes.

Les mouvements de terrains susceptibles de se produire sur la commune sont des affaissements et effondrements liés aux cavités souterraines (hors mines) et des tassements différentiels. Afin de mieux appréhender le risque d’affaissement de terrain, un inventaire national permet de localiser les éventuelles cavités souterraines sur la commune. Le retrait-gonflement des sols argileux est susceptible d'engendrer des dommages importants aux bâtiments en cas d’alternance de périodes de sécheresse et de pluie. 95,5 % de la superficie communale est en aléa moyen ou fort (79,5 % au niveau départemental et 48,5 % au niveau national). Depuis le 1er octobre 2020, en application de la loi ÉLAN, différentes contraintes s'imposent aux vendeurs, maîtres d'ouvrages ou constructeurs de biens situés dans une zone classée en aléa moyen ou fort,.
La commune a été reconnue en état de catastrophe naturelle au titre des dommages causés par les inondations et coulées de boue survenues en 1982, 1983, 1999 et 2010, par la sécheresse en 2017 et par des mouvements de terrain en 1999 et 2010.

#### Risque technologique
La commune étant située dans le périmètre du plan particulier d'intervention (PPI) de 20 km autour de la centrale nucléaire de Civaux, elle est exposée au risque nucléaire. En cas d'accident nucléaire, une alerte est donnée par différents médias (sirène, sms, radio, véhicules). Dès l'alerte, les personnes habitant dans le périmètre de 2 km se mettent à l'abri. Les personnes habitant dans le périmètre de 20 km peuvent être amenées, sur ordre du préfet, à évacuer et ingérer des comprimés d’iode stable,,.

## Histoire
Saint-Laurent-de-Jourdes accueille favorablement les avancées de la Révolution française. Elle plante ainsi son arbre de la liberté, symbole de la Révolution. Il devient le lieu de ralliement de toutes les fêtes et des principaux événements révolutionnaires.

## Politique et administration

### Liste des maires
| Période   | Période       | Identité       | Étiquette | Qualité |
| --------- | ------------- | -------------- | --------- | ------- |
|           |               |                |           |         |
| mars 2001 | réélu en 2008 | Francis Moreau |           |         |

### Instances judiciaires et administratives
La commune relève du tribunal d'instance de Poitiers, du tribunal de grande instance de Poitiers, de la cour d'appel  Poitiers, du tribunal pour enfants de Poitiers, du conseil de prud'hommes de Poitiers, du tribunal de commerce de Poitiers, du tribunal administratif de Poitiers et de la cour administrative d'appel  de  Bordeaux, du tribunal des pensions de Poitiers, du tribunal des affaires de la Sécurité sociale de la Vienne, de la cour d’assises de la Vienne.

## Démographie
L'évolution du nombre d'habitants est connue à travers les recensements de la population effectués dans la commune depuis 1793. Pour les communes de moins de 10 000 habitants, une enquête de recensement portant sur toute la population est réalisée tous les cinq ans, les populations de référence des années intermédiaires étant quant à elles estimées par interpolation ou extrapolation. Pour la commune, le premier recensement exhaustif entrant dans le cadre du nouveau dispositif a été réalisé en 2008.

En 2022, la commune comptait 196 habitants, en évolution de −3,92 % par rapport à 2016 (Vienne : +0,6 %, France hors Mayotte : +2,11 %).
| 1793 | 1800 | 1806 | 1821 | 1831 | 1836 | 1841 | 1846 | 1851 |
| ---- | ---- | ---- | ---- | ---- | ---- | ---- | ---- | ---- |
| 199  | 203  | 227  | 238  | 315  | 332  | 315  | 312  | 306  |

| 1856 | 1861 | 1866 | 1872 | 1876 | 1881 | 1886 | 1891 | 1896 |
| ---- | ---- | ---- | ---- | ---- | ---- | ---- | ---- | ---- |
| 310  | 268  | 262  | 258  | 257  | 283  | 289  | 282  | 296  |

| 1901 | 1906 | 1911 | 1921 | 1926 | 1931 | 1936 | 1946 | 1954 |
| ---- | ---- | ---- | ---- | ---- | ---- | ---- | ---- | ---- |
| 315  | 350  | 381  | 296  | 291  | 271  | 260  | 237  | 228  |

| 1962 | 1968 | 1975 | 1982 | 1990 | 1999 | 2006 | 2008 | 2013 |
| ---- | ---- | ---- | ---- | ---- | ---- | ---- | ---- | ---- |
| 201  | 179  | 174  | 149  | 128  | 160  | 165  | 167  | 204  |

| 2018 | 2022 | - | - | - | - | - | - | - |
| ---- | ---- | - | - | - | - | - | - | - |
| 196  | 196  | - | - | - | - | - | - | - |

En 2008, selon l’Insee, la densité de population de la commune était de 9,2 hab./km2 contre 61 hab./km2 pour le département, 68 hab./km2 pour la région Poitou-Charentes et 115 hab./km2 pour la France.

## Économie
Selon la direction régionale de l'Alimentation, de l'Agriculture et de la Forêt de Poitou-Charentes, il n'y a plus que 14 exploitations agricoles en 2010 contre 17 en 2000.
51 % des surfaces agricoles sont destinées à la culture des céréales (blé tendre essentiellement mais aussi orges et maïs), 11 % pour les oléagineux (colza et tournesol), 32 % pour le fourrage et 2 % reste en herbes. En 2000, un hectare (zéro en 2010) était consacré à la vigne.
3 exploitations en 2010 (contre 5 en 2000) abritent un élevage de bovins (573 têtes en 2010 contre 522 têtes en 2000). Les élevages d'ovins ont disparu au cours de cette décennie (1 359 têtes réparties sur 6 fermes). Cette évolution est conforme à la tendance globale du département de la Vienne. En effet, le troupeau d’ovins, exclusivement destiné à la production de viande, a diminué de 43,7 % de 1990 à 2007.
Il existe un important élevage de porcs sur le territoire de la commune (590 têtes).

## Culture locale et patrimoine

### Lieux et monuments

#### Patrimoine religieux
L'église de Saint-Laurent de Saint-Laurent-de-Jourdes date du XIXe siècle. Elle est inscrite à l'Inventaire général du patrimoine culturel. Elle a, toutefois, gardé quelques traces de l'ancien édifice du XIIe siècle sur les murs sud et sud-est. À gauche de l'entrée, il est possible de voir une cloche en bronze datée de 1572. C'est l'une des douze cloches du XVIe siècle inventoriées en Poitou. Elle porte l'inscription : "cc Sainte Laurentie era pro nobis Mil VLXXII.... Te Deum Laudanus.René de Rochechouart, Jhanne de Ceau". René de Rochechouart et Jeanne de Saultx-Tavannes en sont les donateurs.

#### Patrimoine naturel
Le site de Fontcoudreau est classé comme zones naturelles d'intérêt écologique, faunistique et floristique (ZNIEFF). Cette zone couvre 25 % du territoire communal.
Le plateau de Fontcoudreau est situé à une dizaine de kilomètres à l’est de Gençay. Le site est à cheval sur plusieurs communes : Brion, Dienné, Saint-Laurent-de-Jourdes, Saint-Maurice-la-Clouère et de Vernon.
Le relief du plateau est très homogène. Son altitude moyenne est de l’ordre de 130 mètres. Il est constitué de calcaires et d’argiles lacustres. Sur ces sols de « terres fortes » très argileux, tantôt saturés ou calcaires, tantôt acides et riches en cailloux et blocs de meulière, plusieurs dizaines de mares ont été créées autrefois par l’homme pour l’extraction de marne. Ces mares sont dispersées au sein d’un paysage semi-naturel où les prairies pâturées et les haies bocagères dominent, interrompues par quelques bosquets.
Elles constituent de nos jours un habitat de choix pour une faune d’amphibiens d’une diversité exceptionnelle (douze espèces différentes recensées) qui a justifié son classement et sa protection. Y ont été recensés : 
- le Triton crêté : c’est une espèce menacée dans toute l’Europe de l’Ouest. On peut le découvrir dans la quasi-totalité des mares du plateau. De fortes densités, jusqu’à plus d’une centaine d’individus sur des mares dont la surface n’excède pas quelques m², ont pu être constatées par les naturalistes. Le Triton crêté est caractérisé par sa grande taille et sa face ventrale jaune maculée de taches noires. Cette espèce affectionne surtout les paysages ouverts tels que les prairies en zones bocagères, pourvus de mares assez profondes, bien éclairées et munies de berges en pente douce. C'est sur ces berges qu'ont lieu la ponte et le développement de ses larves. Devenus adultes, les tritons crêtés mènent une vie terrestre durant la plus grande partie de l’année en dehors des 3-4 mois que dure la période de reproduction marquée par des rituels de parade spectaculaires. Diurnes à l’état larvaires, ils deviennent nocturnes une fois adultes et se nourrissent alors de petits mollusques, de vers, de larves diverses et de têtards des autres amphibiens. D’octobre à mars, ils hivernent dans des galeries ou sous des pierres. Ils mènent, alors, une vie au ralentie au cours de laquelle ils ne se nourrissent pas. La raréfaction des paysages agricoles traditionnels avec l’arrachage des haies, les remembrements, le comblement des mares et la reconversion des prairies naturelles en cultures constituent aujourd’hui les principales menaces pesant sur l’espèce. Le maintien de réseaux de mares présentant des connexions entre elles (prairies naturelles, corridors de haies) et permettant le brassage des populations est une des conditions indispensables à sa survie.
- le triton marbré,
- la rainette verte dont plus de 100 individus ont pu être comptés sur une seule mare de 100 m2 en zone bocagère,
- le crapaud calamite qui se reproduit quant à lui dans les prairies et les jachères inondées.
- La grenouille de Lesson,
- la Pélodyte ponctué.

### Patrimoine oral
Un enregistrement réalisé sur la commune en 1970 : le violoneux  "Aimé Bozier". Document disponible sur "La Biaça" le site des archives de l'Institut d'Études Occitanes du Limousin.

## Sources